# Église Saint-Mélaine de Miré
L'église Saint-Mélaine est une église située à Miré dans le département français de Maine-et-Loire en France.

## Historique
L'église est restaurée au XIXe siècle sous la direction de l'architecte René-Eugène Dusouchay d’Angers.
L'édifice est inscrit au titre des monuments historiques en 1984,.

## Description
Spectaculaire voûte en carène de bateau renversée.